# The Genuine Imitation Life Gazette
The Genuine Imitation Life Gazette es un álbum de 1969 de la banda estadounidense de rock The Four Seasons. El miembro Bob Gaudio se asoció con Jake Holmes para crear un álbum conceptual psicodélico que ajustó el estilo de la banda a los tiempos cambiantes de finales de la década de 1960. En lugar de canciones de amor, la banda abordó temas como la guerra y la tensión racial.

## Diseño de portada
El empaque del álbum también era distintivo, con la portada estilizada como un periódico y la portada contenía un inserto similar a un periódico de ocho páginas que también tenía tiras cómicas clandestinas en color especialmente hechas por Skip Williamson y Jay Lynch.

## Promoción
El sencillo principal del álbum, «Saturday's Father» se publicó 7 meses antes del lanzamiento de The Genuine Imitation Life Gazette en junio de 1968. No llegó a posicionarse en la lista de sencillos estadounidenses, alcanzando solamente el puesto #103. Las canciones «Idaho» y «Something's on Her Mind», fueron publicadas como un doble sencillo en marzo de 1969. Ambas canciones apenas se colaron en el Billboard Hot 100, en el número 95 y número 98, respectivamente.

## Recepción de la crítica
Jason de Rising Storm comentó: “La composición es densa, aventurera y muy fuerte esta vez. Como todas las grandes leyendas, Frankie Valli se destaca a lo grande, brindando algunas de las mejores interpretaciones vocales de su carrera”. Brian Erickson de You Don't Know Jersey llamó a «Something’s on Her Mind», su canción favorita del álbum. Escribió: “la gran ventaja de Valli en el coro destaca lo aguda que era la escritura de Gaudio y Holmes en ese entonces”, añadiendo que “si bien «Something’s on Her Mind» no es la canción más importante del álbum, es una experiencia estimulante”. Donald A. Guarisco, escribiendo para AllMusic, dijo que el álbum “está a la altura de su reputación como el álbum más extraño del catálogo de Four Seasons”, describiéndolo como “un álbum conceptual que arroja una mirada satírica sobre la vida estadounidense”. Él lo llama “implacablemente inventivo, hábilmente construido y nunca aburrido” y “un ejemplo asombroso del arte del Four Seasons en su forma más ambiciosa”. Richard Metzger de Dangerous Minds lo catalogó como “La mini obra maestra no anunciada de pop psicodélico vocal de The Four Seasons”, añadiendo: “Incluso si The Genuine Imitation Life Gazette no es tan legendario como Pet Sounds, está en la misma ‘gran liga’”

## Lista de canciones
Todas las canciones escritas y compuestas por Bob Gaudio y Jake Holmes, excepto «Genuine Imitation Life», escrita por Holmes.
Lado uno
1. «American Crucifixion Resurrection» – 6:50
2. «Mrs. Stately's Garden» – 3:16
3. «Look Up Look Over» – 4:44
4. «Something's on Her Mind» – 2:49
5. «Saturday's Father» – 3:16

Lado dos
1. «Wall Street Village Day» – 4:27
2. «Genuine Imitation Life» – 6:17
3. «Idaho» – 3:03
4. «Wonder What You'll Be» – 3:30
5. «Soul of a Woman» – 7:13

## Créditos
Créditos adaptados desde las notas del álbum.
The Four Seasons
- Frankie Valli – voz principal y coros
- Tommy DeVito – guitarra líder, coros
- Bob Gaudio – coros, teclado, piano, arreglos
- Joe Long – coros, bajo eléctrico

Músicos adicionales
- Charles Calello – arreglos, director
- John Holmes – percusión, hi-hat
- Joseph Cassiere – batería
- Vincent Corrao – guitarra
- Anthony De Angelis – instrumentos de madera
- Richard Natoli – instrumentos de madera
- Salvatore Piccolo – trompeta
- Emmanuel Green – concertino

Personal técnico
- Bob Crewe – productor
- Roy Cicala – ingeniero de audio
- Shelly Yakus – ingeniero asistente
- Bob Ludwig – masterización

Diseño de la portada
- Don Snyder – diseño, fotografía
- Desmond Strobel – ilustraciones